# George Honeyman
George Christopher Honeyman (Prudhoe, 8 settembre 1994) è un calciatore inglese, centrocampista del Millwall.

## Carriera
Cresciuto nel settore giovanile del Sunderland, ha esordito in prima squadra il 15 febbraio 2015, nella partita di FA Cup persa per 2-0 contro il Bradford PA, sostituendo all'86º minuto Ricardo Álvarez. Il 16 ottobre viene ceduto in prestito mensile al Gateshead.
Dopo essere stato capitano della prima squadra del Sunderland nella stagione 2018-19, il 2 agosto 2019 si trasferisce a titolo definitivo all'Hull City, con cui firma un contratto triennale con opzione per il quarto anno.
Il 1 Luglio 2022 passa al Millwall a titolo definitivo

## Statistiche

### Presenze e reti nei club
Statistiche aggiornate al 3 gennaio 2018.
| Stagione            | Squadra           | Campionato        | Campionato | Campionato | Coppe nazionali | Coppe nazionali | Coppe nazionali | Coppe continentali | Coppe continentali | Coppe continentali | Altre coppe | Altre coppe | Altre coppe | Totale | Totale | Totale |
| Stagione            | Squadra           | Comp              | Pres       | Reti       | Comp            | Pres            | Reti            | Comp               | Pres               | Reti               | Comp        | Pres        | Reti        | Pres   | Reti   |        |
| ------------------- | ----------------- | ----------------- | ---------- | ---------- | --------------- | --------------- | --------------- | ------------------ | ------------------ | ------------------ | ----------- | ----------- | ----------- | ------ | ------ | ------ |
| feb.-apr. 2015      | Sunderland        | PL                | 0          | 0          | FACup           | 1               | 0               | -                  | -                  | -                  | -           | -           | -           | 1      | 0      |        |
| ott. 2015-gen. 2016 | Gateshead         | NL                | 9          | 1          | -               | -               | -               | -                  | -                  | -                  | -           | -           | -           | 9      | 1      |        |
| feb.-mag. 2016      | Sunderland        | PL                | 1          | 0          | FACup+CdL       | -               | -               | -                  | -                  | -                  | -           | -           | -           | 1      | 0      |        |
| 2016-2017           | Sunderland        | PL                | 5          | 0          | FACup+CdL       | 1+0             | 0               | -                  | -                  | -                  | -           | -           | -           | 6      | 0      |        |
| 2017-2018           | Sunderland        | FLC               | 24         | 3          | FACup+CdL       | 0+2             | 0+1             | -                  | -                  | -                  | -           | -           | -           | 26     | 4      |        |
| Totale Sunderland   | Totale Sunderland | Totale Sunderland | 30         | 3          |                 | 4               | 1               |                    | -                  | -                  |             | -           | -           | 34     | 4      |        |
| Totale carriera     | Totale carriera   | Totale carriera   | 39         | 4          |                 | 4               | 1               |                    | -                  | -                  |             | -           | -           | 43     | 5      |        |

## Palmarès

### Club

#### Competizioni nazionali
- Football League One: 1

Hull City: 2020-2021